# Tixati
Tixati es un cliente propietario de Linux y Windows BitTorrent escrito en el lenguaje de programación C ++ diseñado para ser ligero en el consumo de recursos del sistema. Su desarrollador, Kevin Hearn, realiza lanzamientos de versiones del programa que son independientes y portables con cada nueva versión de cliente.  
El programa, añade a las características principales para compartir clientes de BitTorrent, salas de chat integrales con el chat del canal, así como mensajería privada fuertemente encriptada. Según la página de soporte, la función de canales, sería una demostración particularmente buena de cómo construir una aplicación en red descentralizada, que admite muy altos rendimientos, mientras se mantiene criptográficamente seguro en un entorno de desempeño 100% descentralizado. Esta característica incluye, además una función de transmisión de medios descentralizada y lineal codificada en red, que estaría asegurada por una función hash homomórfica y firmas de curva elíptica (el primer sistema de este tipo que se implementa con éxito). también incorpora salas de chat que pueden ser públicas o secretas. Los usuarios pueden compartir opcionalmente, listas de enlaces magnéticos o URL que luego pueden posteriormente ser buscados en todos los canales a los que se une cada usuario. Otra de las características funcionales del programa, es la de admitir la búsqueda de la lista de recursos compartidos de un usuario específico. Además los canales también permiten la transmisión de medios de audio y video.

El año 2012, TorrentFreak lo incluye en la lista de las 10 mejores alternativas de uTorrent. En ese mismo año, recibe una reseña positiva de Ghacks.
Una revisión realizada el año 2014 en BestVPN.com fue elogiado debido a su diseño liviano.
En mayo del año 2015, Tixati fue clasificado como el quinto cliente de torrents, más popular entre la audiencia de Lifehacker.
El 6 de enero del año 2017, el desarrollador anuncia el lanzamiento de la versión 2.52 en el que se incluye para la prueba alfa del usuario, una función de foro encriptada a los canales. Las publicaciones en dicho foro pueden ser accesibles y visibles para cada uno los usuarios en el canal o podrían ser privadas, entre solo 2 usuarios. 
En marzo del año 2017, Tom's Guide lo incluye en la lista de clientes populares de Bittorrent. En diciembre del año 2017, recibe una crítica positiva por parte de TechRadar. En enero del año 2018, Lifewire hizo una reseña positiva.

## Fopnu
El 20 de julio del año 2017, los desarrolladores de Tixati han lanzado actualizaciones periódicas de un nuevo sistema P2P (programa y protocolo) llamado Fopnu, una red completamente descentralizada y un software propietario escrito en el lenguaje C ++ para compartir casi cualquier tipo de archivo y más. Es visualmente similar a Tixati, pero Fopnu no es un cliente de torrents, aunque es comparable a eDonkey2k / eMule o WinMX, y además presenta seis pestañas principales: red, biblioteca, chat, búsqueda, transferencias y ancho de banda. Fopnu puede compartir una multitud de archivos con poca sobrecarga, búsqueda rápida, fácil y eficiente, salas de chat, listas de contactos, cuadros y gráficos en una interfaz intuitiva personalizable, todo ello sin .Net o Java. La conectividad cifrada que presenta Fopnu garantiza el intercambio seguro de archivos, incluyendo una infraestructura descentralizada de clave pública y aprovecha el protocolo UDP puro que utiliza la corrección de errores hacia adelante. Todos los archivos compartidos se indexan localmente y no se transmiten las búsquedas de otros usuarios. Otra de las características es que, Fopnu utiliza un sistema de token para distribuir el ancho de banda de carga de manera justa entre todos los usuarios. Las transferencias de archivos reales se realizan de manera directa o combinando y volviendo a codificar bloques en todos los nodos.